# Polyaenus (Macedoniër)
Polyaenus of Polyenus (Oudgrieks: Πολύαινος / Polyainos, "veel-geprezen") was een Macedonisch auteur uit de 2e eeuw, best bekend voor zijn werk Strategemata (Στρατηγήματα), dat is overgeleverd geweest. De Suda noemt hem een retoricus, en Polyaenus zelf schrijft dat hij het gewend was zaken te pleiten voor de keizer. Hij droeg zijn Strategemata op aan Marcus Aurelius (161–180) en Verus (161–169), die op dat moment verwikkeld waren in een oorlog met de Parthen (162–165), omstreeks 163, rond welke tijd hij te oud was hen te vergezellen op hun veldtochten.

## Strategemata
Dit werk is in acht boeken opgedeeld, waarvan de eerste zes een verslag bevatten van de stratagèmes of krijgslisten van de meest gevierde Griekse generaals, het zevende die van vreemde volkeren, en het achtste die van de Romeinen, en illustere vrouwen. Delen van het zesde en zevende boek zijn echter verloren gegaan, zodat van de 900 stratagèmes die Polyaenus beschreef in dit werk, er slechts 833 zijn overgeleverd.
Het boek is overgeleverd in een enkele kopie uit de 13e eeuw, die ooit toebehoorde aan Michael Apostolios en die nu in de Biblioteca Medicea Laurenziana in Firenze wordt bewaard. Het omvat een groot aantal anekdotes met betrekking tot vele van de meest gevierde mannen uit de oudheid, en is vaak onze enige bron voor vele historische feiten.
Er zijn niet minder dan vijf Byzantijnse verkorte versies van dit werk bekend, waarvan de belangrijkste zich in dezelfde bibliotheek als het oorspronkelijk werk bevindt. Dit compendium, getiteld Ὑποθέσεις ἐκ τῶν στρατηγικῶν πράξεων, bevat achtenvijftig hoofdstukken en driehonderdvierenvijftig stratagèmes en is handig om verschillende passages van het origineel (zowel verloren gegaan als overgeleverde) toe te lichten en uit te leggen. Ondanks het bestaan van de samenvattingen, was Polyaenus' verhandeling niet populair in de middeleeuwen. Het origineel wordt zelden geciteerd door Byzantijnse bronnen, hetgeen erop lijkt te wijzen dat het niet meer werd geraadpleegd, en dat de samenvattingen het hadden vervangen. Tot slot moet hieraan worden toegevoegd dat enkel de Ὑποθέσεις direct gebaseerd is op het origineel, terwijl de andere vier versies samenvattingen lijken te zijn van deze eerste versie.
Polyaenus' werk werd voor het eerst gedrukt in een Latijnse vertaling, van de hand van Justus Vulteius, te Basel in 1549. De eerste editie van de Griekse tekst werd gepubliceerd door Isaac Casaubon te Lyon in 1589. Een tweede editie was die van Pancratius Maasvicius te Leiden in 1690, een derde was die van Samuel Mursinna te Berlijn in 1756 en een vierde door Coray verscheen te Parijs in 1809. Het werk werd door R. Shepherd naar het Engels vertaald (Londen, 1793) en naar het Duits door Seybold (Frankfurt, 1793-1794) en door Blume (Stuttgart, 1834).

## Andere werken
Polyaenus schreef ook verschillende andere werken, waarvan geen enkel ander is overgeleverd. De Suda heeft ons de titels van twee werken overgeleverd Over Thebe (Περὶ Θηβῶν) en Taktieken, in drie boeken (Τακτικά); en Stobaeus citeert uit een werk van Polyaenus, getiteld Ὑπὲρ τοῦ κοινοῦ τῶν Μακεδόνων (Voor de koinon van de Macedoniërs), en uit een ander werk getiteld Ὑπὲρ τοῦ Συνεδρίου (Voor de Synedrion). Polyaenus vermeldt bovendien zijn voornemen een werk te schrijven over de gedenkwaardige daden van M. Aurelius en L. Verus.